# Tê giác Bắc Sumatra
Tê giác Bắc Sumatra (Danh pháp khoa học: Dicerorhinus sumatrensis lasiotis) hay còn gọi là tê giác lông dày miền Bắc hay tê giác Chittagong là phân loài phổ biến nhất của tê giác Sumatra (Dicerorhinus sumatrensis) và cũng là phân loài duy nhất có nguồn gốc lục địa châu Á trong khi loài này sống ở các đảo Indonesia. Đây là phân loài tê giác từng lang thang ở miền nam châu Á trong lịch sử từ bán đảo Đông Dương cho đến Trung Quốc và Ấn Độ, chúng cũng là phân loại từng ghi nhận là có phân bố ở Việt Nam bên cạnh phân loài tê giác một sừng Việt Nam.
Trong khi phân loài tê giác này đã được chính thức tuyên bố là tuyệt chủng rất nhiều lần vào đầu thế kỷ XX, chúng được báo cáo rằng vẫn có thể còn một quần thể nhỏ vẫn có thể tồn tại trong tự nhiên, chẳng hạn như ở Miến Điện và bán đảo Malaysia, mặc dù điều này là rất đáng ngờ. Tính đến năm 2008, Tê giác Sumatra miền Bắc được coi là thuộc tình trạng "cực kỳ nguy cấp" bởi IUCN. Tê giác Bắc Sumatra là loài đang ở trong tình trạng cực kỳ nguy cấp do săn bắn trộm để lấy sừng tê giác và là nạn nhân của việc buôn bán động vật hoang dã.

## Phân loại
Tên khoa học của phân loài này có hậu tố lasiotis có nguồn gốc từ tiếng Hy Lạp có nghĩa là "lông tai" vì bề ngoài chúng có những nhúm lông thú dài hơn đáng kể trên chỏm đôi tai. Các phân loài tê giác phía Bắc Sumatra cũng được gọi là tê giác Sumatra hoặc tê giác có lông tua tai là chính vì lý do đó. Các nghiên cứu sau đó cho thấy rằng thực sự thì lông của chúng không dài hơn những con tê giác Sumatra khác, nhưng những cá thể tê giác Dicerorhinus sumatrensis lasiotis vẫn là một phân loài bởi vì nó lớn hơn đáng kể so với các phân loài khác. Từng có một cuộc tranh luận liệu mẫu vật Dicerorhinus sumatrensis lasiotis có nên được coi là một phân loài riêng biệt với mẫu vật Dicerorhinus sumatrensis sumatrensis (tê giác Sumatra miền Tây) được đề cử tương tự từ Indonesia hay không. Tuy nhiên, rốt cuộc thì nó vẫn được coi là một phân loài như tên gọi tê giác Sumatra phía Bắc vì lớn hơn đáng kể, với lông tóc dài bất thường trên tai và sừng dài hơn, lớn hơn. 

## Phân bố

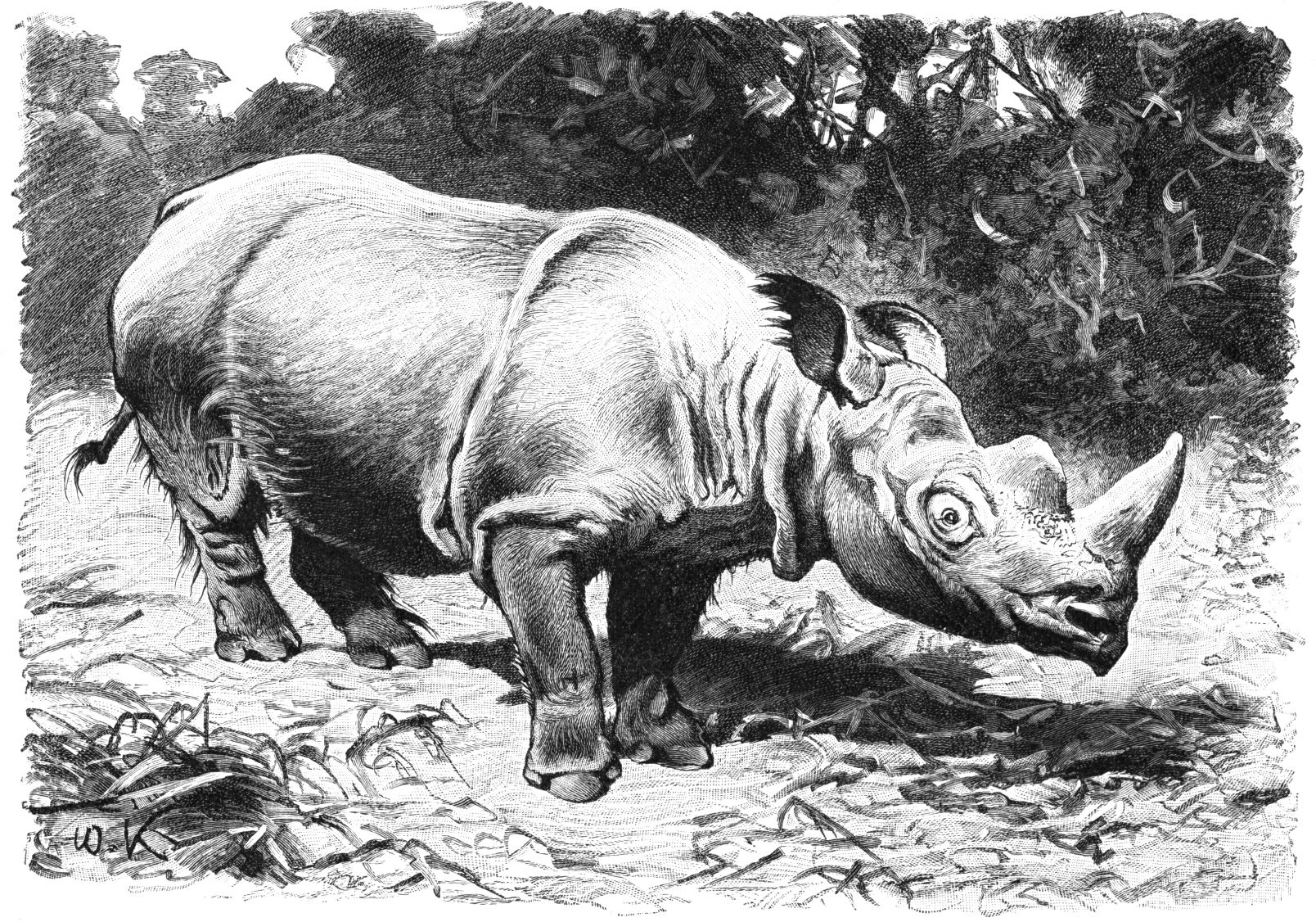
Ký họa về tê giác Bắc Sumatra

Tê giác Bắc Sumatra là phân loài phổ biến nhất của tê giác Sumatra. Nó phân bố khá xa so với bán đảo Đông Dương, miền đông Ấn Độ, phía đông dãy Himalaya của Bhutan và Bangladesh đến tận Nội Mông ở miền bắc Trung Quốc. Những con tê giác Chittagong này (tên gọi khác của tê giác Bắc Sumatra), từng từng lang thang Ấn Độ và Bangladesh nay đã bị tuyên bố tuyệt chủng ở những quốc gia này. Các báo cáo chưa được xác nhận cho thấy một quần thể nhỏ vẫn có thể sống sót ở Miến Điện, nhưng tình hình chính trị ở quốc gia đó đã ngăn chặn sự xác minh của các nhà nghiên cứu. Tê giác Sumatra miền Bắc nói chung đã từng sinh sống ở một vùng xa nhất ở phía bắc như Miến Điện, miền đông Ấn Độ và Bangladesh. Các báo cáo chưa được xác nhận cũng đã được đưa vào danh sách các quốc gia này như ở Campuchia, ở Lào và Việt Nam.
Đã từng có thời phân loài tê giác này phổ biến rộng rãi ở khu vực Đông Nam Á, Bănglađét, Mianma, Thái Lan, những con tê giác lông phía Bắc đã được tuyên bố tuyệt chủng ở Ấn Độ, Bangladesh, Trung Quốc và các nước khác trong thập niên 1920, và một lần nữa vào năm 1997 ở phía đông bắc Ấn Độ, mặc dù người ta tuyên bố rằng họ vẫn tồn tại tại Khu bảo tồn động vật hoang dã Tamanthi (Tamanthi Wildlife Sanctuary) của Myanmar. Mặc dù loài này đã được tuyên bố tuyệt chủng ở Myanmar vào những năm 1980, nhưng những lần nhìn thấy tê giác Sumatra đã được báo cáo trong nhiều lần. Các báo cáo chưa được xác nhận cho thấy một số lượng nhỏ tê giác Bắc Sumatra có thể vẫn tồn tại ở Myanmar, nhưng tình hình chính trị trong nước đã ngăn chặn sự xác minh. Nó cũng có thể cho thấy rằng tê giác lông phía Bắc vẫn còn sống trong Vườn quốc gia Taman Negara ở bán đảo Malaysia, mặc dù sự sống còn của quần thể trên bán đảo Malaysia là rất đáng nghi ngờ.
Tại Việt Nam từng xuất hiện cả loài tê giác hai sừng chứ không chỉ có tê giác Java một sừng. Năm 1920, cá thể tê giác hai sừng cuối cùng của Việt Nam bị bắn chết tại vùng rừng Cam Ranh (Khánh Hòa). Ở Việt Nam, chúng từng được ghi nhận tại các khu rừng ở tỉnh Khánh Hòa nhiều thập niên trước cho đến tận thập niên 1970-1980, rồi sau đó biến mất khỏi tầm nhìn của con người năm 1992 và trong nhiều năm sau để rồi chúng chính thức được xác định là đã tuyệt chủng trong sách đỏ 1992, đây là những loài động vật đã bị xác nhận tuyệt chủng ở Việt Nam trong khoảng 2 thập kỷ qua. Bên cạnh loài tê giác một sừng Việt Nam vừa tuyệt chủng năm 2010 thì Việt Nam từng tồn tại một loài tê giác khác đó là tê giác miền Bắc Sumatra và còn gọi là tê giác hai sừng. Tài liệu trước đây có nhắc đến tê giác hai sừng ở Cam Ranh nhưng đến nay chưa phát hiện được vùng cư trú của chúng, có lẽ chúng đã bị tuyệt chủng, có thông tin xác nhận tại Việt Nam từng có loài tê giác hai sừng sinh sống, nhưng vào năm 1920, con tê giác hai sừng cuối cùng bị bắn chết tại Cam Ranh, chính thức kết thúc sự hiện diện của tê giác hai sừng trên những cánh rừng Việt Nam.

## Đặc điểm

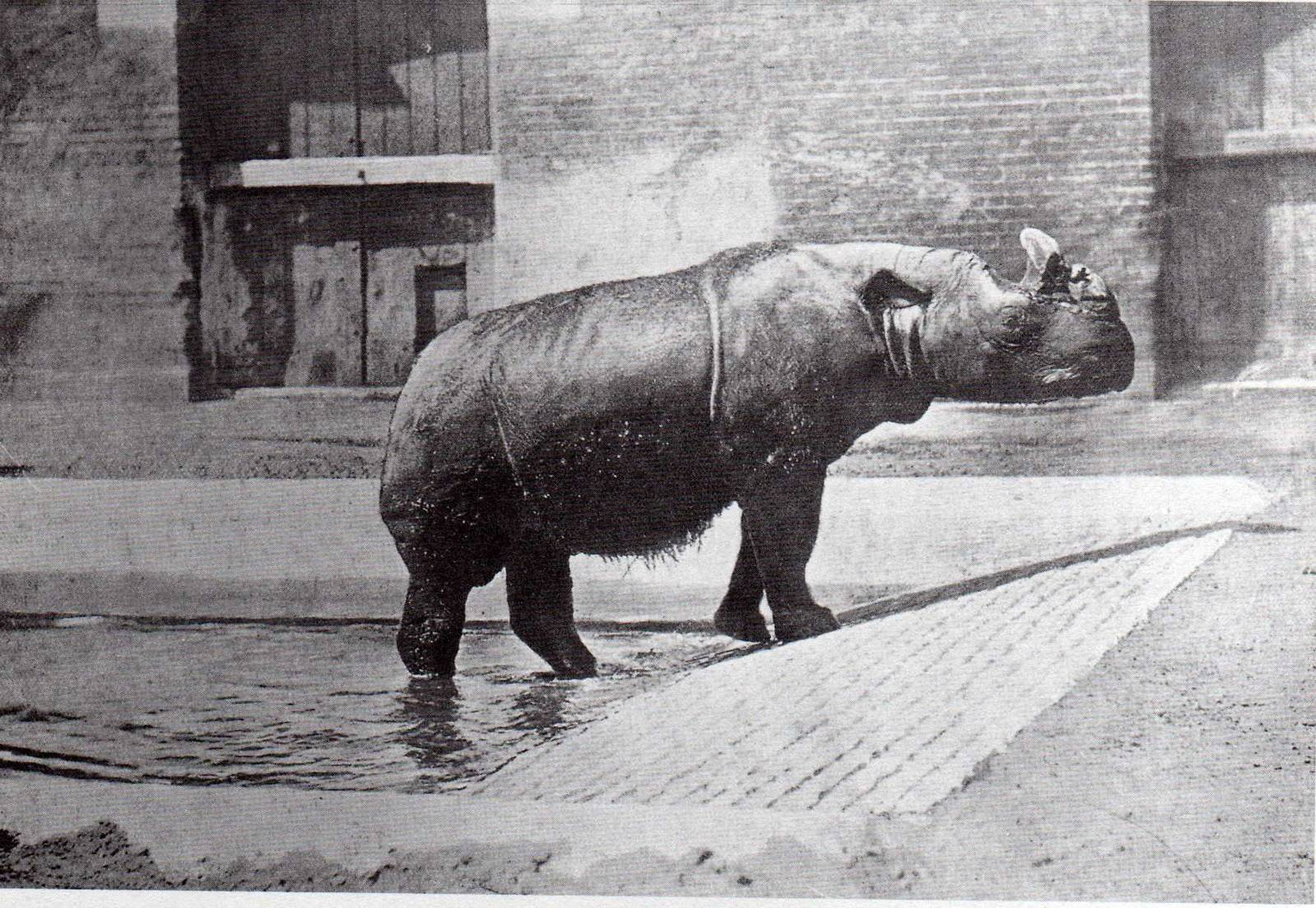
Tê giác Begum ở Sở thú Luân Đôn

Tê giác hai sừng Sumatra miền Bắc rất dễ phân biệt với người họ hàng một sừng bởi thân hình đầy lông lá và hai chiếc sừng nhỏ trên đầu mũi. Tê giác Bắc Sumatra là phân loài lớn nhất, nó có lông trên tai dài hơn và sừng dài hơn nhưng, nó có thể có ít lông trên cơ thể hơn so với tê giác Sumatra miền Tây. Đặc điểm nhận dạng của chúng là có tấm thân cỡ lớn, có thể dài tới 2,6m, hình dạng giống như con tê giác một sừng, ngay trên mũi chúng có hai sừng xếp theo hàng dọc. Da rất dầy có hai nếp gấp ở trước và sau lưng làm cho da không bị gấp nhiều như áo giáp. Bàn chân của chúng to ngắn, có 3 ngón với móng guốc hình bán nguyệt, móng giữa to, hai móng bên nhỏ. Thức ăn của chúng là, lá, củ, rễ cây rừng. Thời gian mang thai khoảng 16 tháng, trọng lượng con sơ sinh khoảng 25 kg.
Tê giác Sumatra là loài tê giác có nhiều đặc điểm khác thường, nếu so với các loài tê giác khác, chúng là loài nhỏ nhất trong họ tê giác, có trọng lượng trung bình vào khoảng 700–800 kg (hoặc từ 900–1000 kg), chỉ tương đương một con trâu mộng. Khi còn nhỏ, tê giác Sumatra có lông rất rậm, khiến chúng trông giống như tổ tiên của mình thời tiền sử, càng lớn, lông của chúng càng thưa dần. Dù nhỏ thó nhưng tê giác Sumatra là loài vật không có kẻ thù trong rừng và trong thiên nhiên hầu như không có kẻ thù tự nhiên. Không chỉ khỏe như một chiếc máy ủi, chúng còn có bộ áo giáp dày đến 1,5 cm và cặp sừng đầy uy lực. Tê giác Bắc Sumatra cũng rất thích tắm bùn để loại bỏ các loài côn trùng ký sinh. Chúng cũng là những tay bơi lội cừ khôi.

## Môi trường sống

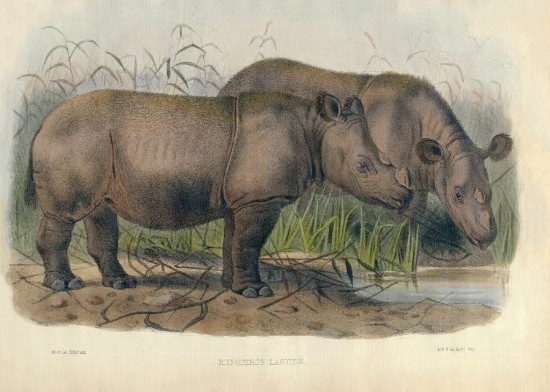
Tranh vẽ về tê giác Bắc Sumatra tại Luân Đôn

Tê giác Bắc Sumatra sống trong rừng mưa nhiệt đới, đầm lầy, rừng mây, rừng rậm và đồng cỏ. Nó cũng sinh sống ở các khu vực đồi núi, gần sông, thung lũng và đồi núi cao. Tê giác Bắc Sumatran còn sống ở cả rừng nhiệt đới thứ sinh và vùng cao nguyên. Nó cư trú ở các khu vực đồi núi gần với nước, đặc biệt là các thung lũng trên dốc với những bụi cây phong phú thậm chí còn là những cánh rừng già trong thung lũng ẩm ướt, các sình lầy. Chúng sống đơn lẻ, vùng hoạt động rộng, di chuyển nhanh nhẹn. Tê giác Bắc Sumatra, giống như hai phân loài khác, không sống bên ngoài hệ sinh thái của chúng, chúng không phát triển mạnh bên ngoài hệ sinh thái của mình.
Do khả năng sinh sản kém, các cố gắng nhằm phục hồi số lượng của chúng bằng cách nhân giống trong tình trạng nuôi nhốt gặp khó khăn vì chúng không sinh sản tốt trong điều kiện nuôi nhốt. Không có con tê giác nào được sinh ra trong vườn thú kể từ khi sinh thành công duy nhất tại Vườn thú Alipore của Ấn Độ năm 1889. Sở thú Luân Đôn cũng đã mua một con đực vào năm 1872 và con cái đã bị bắt ở Chittagong năm 1868, con cái tên là "Begum" sống sót cho đến năm 1900 là kỷ lục suốt đời cho một con tê giác bị giam giữ. Begum là một trong ít nhất bảy mẫu vật của các phân loài đã tuyệt chủng D. s. lasiotis được nuôi trong các vườn thú và rạp xiếc. Chương trình nhân nuôi tê giác Sumatra được coi là một thảm họa tồi tệ, vì trong 40 con tê giác được bắt giữ tới nay, phần lớn đã chết mà không sinh sản sau 20 năm.

## Trong văn hóa
Tê giác Bắc Sumatra được biết đến là một trong những con vật được tôn trọng và được mô tả nhiều trong văn học Trung Quốc. Hầu hết nghệ thuật Trung Quốc cổ đại và hiện đại và các bức tượng của tê giác hai sừng đại diện cho tê giác Bắc Sumatra như nột chiếc bình rượu ở dạng một con tê giác hai sừng bằng đồng bạc, từ thời Tây Hán (202 TCN- 9 CN) và một chiếc yên ngựa trên lưng đã cho thấy những di chỉ của chúng từng tồn tại ở Trung Quốc. Trong tiếng Hán con tê giác được gọi là tê ngưu (chữ Hán: 犀牛), cái sừng của con tê ngưu gọi là "tê giác" (犀角), trong đó "giác" (角) có nghĩa là cái sừng. Trong Đông y "tê giác" (sừng của con tê ngưu) có thể dùng làm thuốc, nhiều người không biết "tê giác" chỉ là cái sừng của con tê ngưu, lại tưởng tê giác là tên gọi của con vật có cái sừng đó nên đã gọi con tê ngưu là "tê giác".
Thời xưa, ở phương Đông, người ta cho rằng, sừng tê giác là một thứ linh thiêng kỳ dị và tê giác không chỉ là một vật linh thiêng, với những tác dụng rất kỳ lạ, mà còn có tác dụng giải độc mạnh. Người xưa tin rằng, chén làm từ sừng tê giác có tác dụng phát hiện được chất độc. Nếu rót rượu độc vào chén, thì sẽ thấy sủi lên bọt trắng, người xưa còn cho rằng, bị tên độc bắn trúng, lấy sừng tê giác đâm vào vết thương, lập tức khỏi. Cho đến những năm cuối thế kỷ XIX, trong giới Đông y còn lưu truyền quan niệm cho rằng, dùng chén làm bằng sừng tê giác đựng thức ăn, thì ngay trong mùa Hè, từ 3 đến 4 ngày sau thức ăn trong đó vẫn không bị biến chất, chén tê giác có tác dụng như một chiếc đồ giữ lạnh như vậy, vì sừng tê giác là thứ có tính cực hàn. 

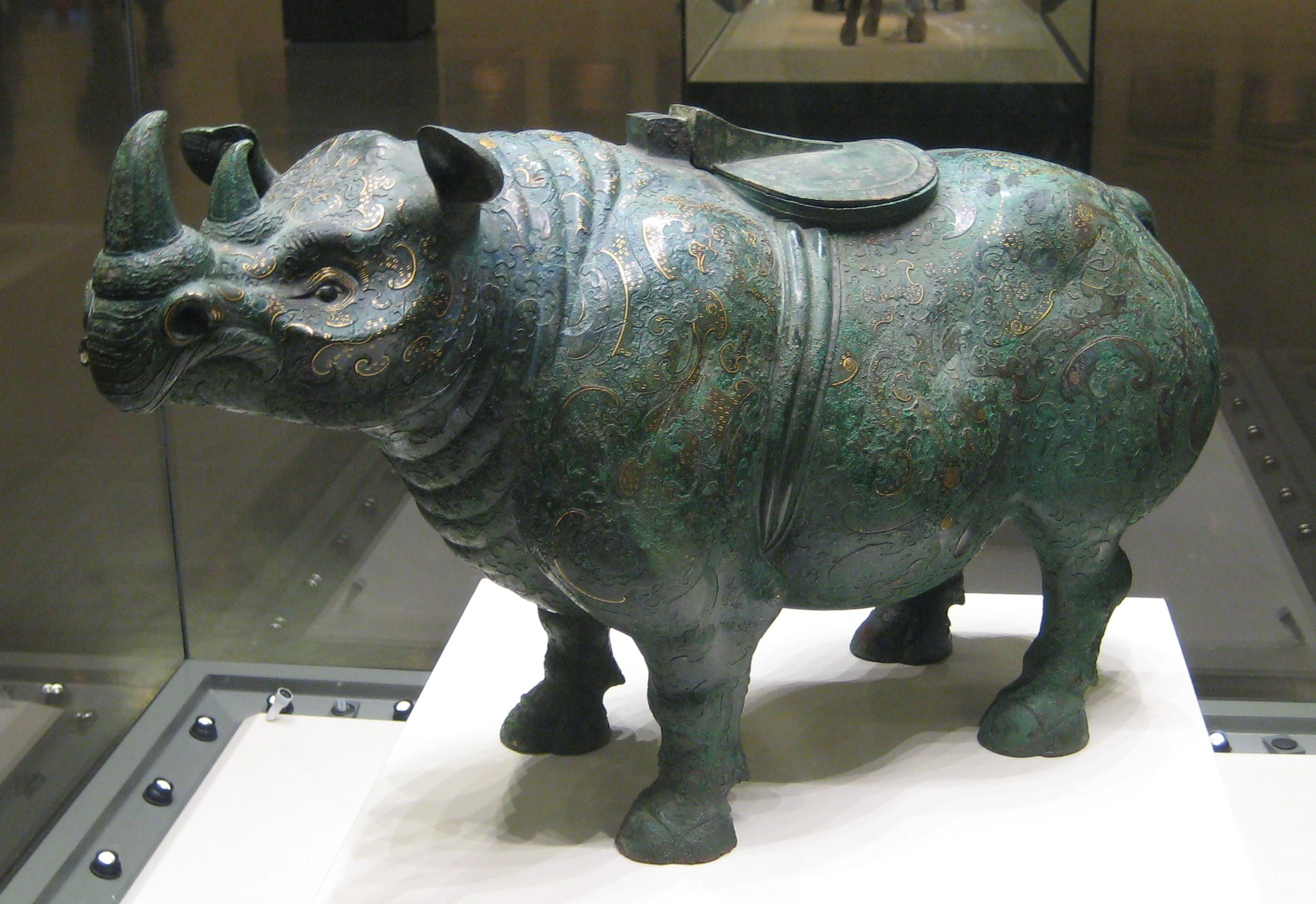
Tượng đồng tê giác ở Trung Quốc cổ đại

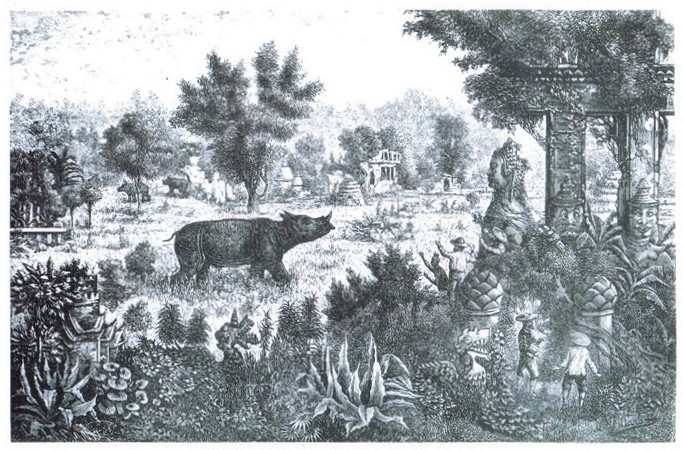
Tranh vẽ về một con tê giác ở Thái Lan năm 1867

Sừng tê giác là vị thuốc đã có từ lâu và được ghi chép trong "Thần Nông bản thảo kinh" là bộ sách thuốc cổ nhất của Đông y học và rất nhiều các y thư khác. Một số ghi chép trong thư tịch của Trung Quốc về sừng tê giác như: 
- Sách "Dưỡng sinh diên thọ lục" và "Danh y biệt lục" của Đào Hoằng Cảnh (456-536) đã viết: "Dùng chén làm bằng sừng tê giác đựng gạo cho gà ăn, thì gà sợ mà không dám mổ. Đem chén gạo đặt lên nóc nhà, thì chim sẽ cũng không dám ăn.
- Sách "Hoài nam tử" có chép như sau: "Đặt sừng tê giác vào hang, cáo không dám trở về".
- "Bản thảo Cương mục" của Lý Thời Trân đã trích dẫn một số điều nói về tính năng kỳ dị của sừng tê giác, mà các thư tịch cổ đã ghi chép lại, và cũng nói tới một loại sừng tê giác thượng phẩm gọi là "dạ minh tê", loại sừng này ban ngày và ban đêm đều phát sáng, có khả năng thông với thần linh, có thể xẻ nước, chim bay qua hay thú chạy qua, nhìn thấy đều kinh sợ ("năng thông thần linh, phách thủy, phi cầm tẩu thú kiến liễu đô vi chi kinh hãi").
- Sách "Khai nguyên di sự" có nói về loại sừng tê giác có tính năng chống lạnh, gọi là "tịch hàn tê", loại sừng này màu vàng, xuất xứ từ Giao Chỉ, mùa Đông loại sừng này tỏa ra hơi ấm, làm khí lạnh không nhiễm được vào người.
- Sách "Bạch khổng lục thiếp" nói về loại sừng tê giác có tính năng chống nắng nóng, gọi là "tịch thử tê", Đường Văn Tông nhờ có được loại sừng này, mà mùa Hè nóng bức vẫn thấy mát mẻ.
- Sách "Lĩnh biểu lục dị" nói về loại sừng tê giác có tính năng chống bụi bẩn gọi là "tịch trần tê"; dùng loại sừng này chế ra lược hay châm cài đầu thì người luôn sạch sẽ, không sợ bị bụi bẩn bám vào.
- Sách "Đỗ Dương biên" nói về loại sừng tê giác có tính năng giúp kiềm chế sự cáu giận, gọi là "quyên phẫn tê", dùng sừng loại này làm ngọc bội đeo ở đai áo, sẽ giúp người ta kiềm chế được những cơn tức giận.
- Sách "Thần Nông bản thảo kinh" chép: "Tê giác có thể giải tất cả các loại chất độc, như chất độc của sâu bọ, nọc rắn, lông chim độc, thậm chí giải được cả độc của lá ngón"
- Sách "Bão Phác Tử" của Cát Hồng viết: "Tê giác có thể ăn tất cả các loại cỏ độc và các loại cây bụi có gai, do đó nó có thể giải được các chất độc (Tê thực bách thảo chi độc cập chúng mộc chi cức, sở dĩ năng giải độc)"

Từ lâu, Trung Quốc đã bắt đầu sử dụng sừng tê giác như một vị thuốc sau đó lan truyền sang Nhật Bản, Triều Tiên và Viêt Nam. Trong Y học cổ truyền Trung Quốc (Trung y), sừng tê giác đã được đề cập trong "Thần Nông Bản thảo Kinh", sách này chia tất cả các vị thuốc thành ba loại là thượng phẩm, trung phẩm và hạ phẩm và sừng tê giác được xếp vào "trung phẩm". Trong sách thuốc Trung y các thời đại sau, sừng tê giác dược xếp vào loại thuốc "thanh nhiệt lương huyết". Việc sử dụng sừng tê giác ở Việt Nam cũng gắn liền với tác dụng "thanh nhiệt lương huyết". Các bệnh có thể được chữa trị bằng sừng tê giác bao gồm sốt cao, mê sảng, co giật, đau đầu, sởi, động kinh.
Một số câu chuyện dân gian về tê giác Sumatra được thu thập bởi các nhà tự nhiên thuộc địa và thợ săn từ giữa thế kỷ XIX đến đầu thế kỷ XX. Ở Miến Điện, nơi các phân loài phía Bắc đã từng sống, niềm tin đã từng phổ biến rộng rãi rằng tê giác Sumatra đã dập tắt đám cháy và ăn cỏ cháy như những nhà chữa cháy tự nhiên. Câu chuyện mô tả tê giác ăn những đốm lửa, đặc biệt là lửa trại, và sau đó tấn công trại. Cũng có một niềm tin của Miến Điện rằng thời gian tốt nhất để săn là vào tháng 7, khi con tê giác Sumatra sẽ tụ tập bên dưới ánh trăng tròn. Việc tê giác tụ tập cũng được ghi nhận thực tế trong tự nhiên vì chúng là loài có tập tính đi vệ sinh công cộng, các con tê giác sẽ cùng đại tiện vào cùng một chỗ trong khu vực nhất định.